# 聯邦通訊委員會公平原則
公平原则（FCC fairness doctrine）是美国联邦通信委员会于1949年推出的一項政策，該政策要求媒體（廣播公司）要通過诚实、公平和平衡的方式報道具有重要意义的争议性話題。联邦通信委员会于1987年取消了这一政策，并于2011年8月从《联邦公报》上删除了实施这一政策所依據的规则。國會于1987年試圖以立法的形式確立這一原則，但被里根總統否決。
實施公平原则的目的就是要确保媒體（廣播公司）的观众能接触到各种不同的观点，這一政策要求广播公司報道公众关心的具有争议性的話題時應同時展現关于这些話題的不同意见或來自各方不同的观点，不過該政策并不要求廣播電台要花相同的时间去展示每一個觀點。广播电台在如何提供不同的观点方面有很大的自由度，例如可以通过新闻片段、公共事务节目或社论来發表觀點和見解。有些人认为，联邦通信委员会取消这一规则是美国政治極化程度上升的一个因素。